# Białebłoto-Kobyla (gromada)
Białebłoto-Kobyla – dawna gromada, czyli najmniejsza jednostka podziału terytorialnego Polskiej Rzeczypospolitej Ludowej w latach 1954–1972.
Gromady, z gromadzkimi radami narodowymi (GRN) jako organami władzy najniższego stopnia na wsi, funkcjonowały od reformy reorganizującej administrację wiejską przeprowadzonej jesienią 1954 do momentu ich zniesienia z dniem 1 stycznia 1973, tym samym wypierając organizację gminną w latach 1954–1972.
Gromadę Białebłoto-Kobyla z siedzibą GRN w Białymbłocie-Kobylej utworzono – jako jedną z 8759 gromad na obszarze Polski – w powiecie ostrowskim w woj. warszawskim, na mocy uchwały nr VI/10/11/54 WRN w Warszawie z dnia 5 października 1954. W skład jednostki weszły obszary dotychczasowych gromad Białebłoto-Kobyla, Białebłoto-Kurza, Białebłoto-Środkowa, Budykierz, Knurowiec i Nowawieś ze zniesionej gminy Brańszczyk w tymże powiecie. Dla gromady ustalono 19 członków gromadzkiej rady narodowej.
1 stycznia 1956 gromada weszła w skład nowo utworzonego powiatu wyszkowskiego w tymże województwie.
31 grudnia 1961 do gromady Białebłoto-Kobyla włączono wsie Dalekie, Jaszczułty, Kalinowo i Zamość ze zniesionej gromady Dalekie oraz wieś Tartak Dalekie ze zniesionej gromady Ochudno w tymże powiecie.
Gromada przetrwała do końca 1972 roku, czyli do kolejnej reformy gminnej.